# Jørgen Dybvad
Jørgen Dybvad (Georgius Christophori Dybvadius), född omkring 1545, död 1612, var en dansk vetenskapsman, far till Christoffer Dybvad.
Dybvad studerade 1568-1575 i Wittenberg och Leipzig samt medförde vid sin återkomst kurfurst Augusts av Sachsen varning till dennes svåger kung Fredrik II mot Niels Hemmingsens halvt kalvinistiska lära. Han blev 1578 professor i matematik och 1590 i teologi. När han 1605 och 1607 i några teser hade skarpt kritiserat åtskilliga regeringsåtgärder och särskilt adelns företrädesrättigheter, blev han sistnämnda år av universitetskonsistoriet dömd till avsättning.